# 市川弘美
市川 弘美（いちかわ ひろとみ）は、幕末の水戸藩士。水戸藩執政（家老）、水戸藩内佐幕派諸生党の領袖。通称の三左衛門（さんざえもん）の名で知られる。

## 生涯

### 水戸保守派
水戸藩士・市川弘教（1000石）の二男として生まれる。弘教の長男・弘業の死去後の1843年に家督を相続。小納戸頭や小姓頭、馬廻頭、大寄合頭等の要職を歴任し、門閥派（諸生党）の重鎮として改革派（天狗党）と対立した。1860年、尊皇攘夷的な改革路線を推進した徳川斉昭が死去すると、徳川慶篤のもと藩論は幾つにも分断され、藩内抗争は激しさを増した。その中で市川ら保守派は、尊攘派の武田耕雲斎らの率いる天狗党と鋭く対立した。
1864年、天狗党の筑波山挙兵にあたり、市川らは幕府の援助を受けて乱の鎮定に努め、天狗党の敗走後は執政として藩の実権を独裁的に掌握した。一躍家禄3000石に加増されるなど栄華を極め、女児・幼児を含む天狗党指導者の遺族らの殺害まで行い反対勢力を徹底的に弾圧した。

### 大政奉還
1868年、幕府が江戸城を明け渡して徳川慶喜も水戸に謹慎することになると、京都における本圀寺勢（天狗党派）が朝廷より「除奸反正」（市川三左衛門らを討伐し，藩政を正常化せよの意)の勅書を賜る。情勢の不利を察した市川は、4月、諸生党約500名を率いて水戸を脱出し、戊辰戦争においては奥羽・越後各地を転戦して官軍と戦う。しかし、9月に会津が落城すると行き場を失って再度水戸へ戻り、藩校弘道館に拠って水戸城に拠る本圀寺勢と戦闘に及んだ（弘道館戦争）。しかし、市川自身も二人の子息を失うなど多数の死傷者をだして下総方面へ敗走し、銚子や匝瑳にて追討される（松山戦争）。これによって諸生党残党は壊滅したが、市川は脱して東京に潜伏した。
市川は東京市中の寺院や旧友宅に潜伏したが、1869年2月に藩の捕吏に縛されて水戸へ移送された。4月、水戸郊外の長岡原で逆さ磔の極刑に処された。墓所は水戸市の祇園寺。なお同寺には諸生党士の慰霊碑（恩光無辺の碑）がある。

## 備考
- 東京潜伏中の市川は、フランス語を学ぶなどフランスへの亡命を企てていたが、密航当日は波浪のため中止となった。その翌日、捕縛されている。
- 水戸収監後、過酷な拷問にあったものの、痛みを知らぬほど全く音を上げなかった。市中に3日間晒されている最中にも、何か食べたいか問われると饅頭や鰻飯を所望し、縛られながら平然と食べたという[4]。
- 極刑が執行される際、市川は「勝負はこれから。」と叫んだと伝えられる。辞世の歌は「君ゆえに すつる命はおしまねど 忠が不忠に なるぞ悲しき」とされる。

## 登場作品
- 青天を衝け（2021年、NHK大河ドラマ、演：神農直隆）